# Balkan Battlegroup
Die Balkan Battlegroup oder HELBROC Battlegroup ist eine EU Battlegroup unter Führung Griechenlands unter Beteiligung Bulgariens, der Republik Zypern und Rumäniens. Zwischen 2011 und 2014 war auch die Ukraine Mitglied der Balkan Battle Group.΄